# Pales blepharipus
Pales blepharipus är en tvåvingeart som först beskrevs av Brauer och Julius Edler von Bergenstamm 1891.  Pales blepharipus ingår i släktet Pales och familjen parasitflugor. Inga underarter finns listade i Catalogue of Life.